# Przejma Wielka
Przejma [pronunciación en polaco: /ˈpʂɛi̯ma ˈvjɛlka/] es un pueblo ubicado en el distrito administrativo de Gmina Szypliszki, dentro del condado de Suwałki, Voivodato de Podlaquia, en el noreste de Polonia, cerca de la frontera con Lituania. Se encuentra a unos 5 kilómetros al suroeste de Szypliszki, a 17 kilómetros al norte de Suwałki, y a 125 kilómetros al norte de la capital regional Białystok.